# Partit Democràtic Liberal Català
Partit Democràtic Liberal Català (PDLC) fou un partit polític català de centredreta, creat el novembre de 1976 per Josep Antoni Linati i Bosch i Higini Torras i Majem, procedents del Club Catalònia. A començaments de 1977 varen mantenir una entesa amb grups obertament neofranquistes com la Unió Catalana de Santiago Udina i Martorell, de manera que a les eleccions generals espanyoles de 1977 es presentaren com a part de la coalició Aliança Popular-Convivència Catalana, que només va obtenir 108.333 vots (el 3,55%) i un escó per Barcelona. Després del fracàs, el PDLC es va dissoldre.